# 尤侯·郭斯曼寧
尤侯·郭斯曼寧（芬蘭語：Juho Kuosmanen，1979年9月30日—）是芬蘭電影導演與編劇。

## 生平
郭斯曼寧於2014年自阿爾托大學藝術設計學院畢業，他曾擔任劇場演員並擔任歌劇導演。
2016年，他完成首部劇情長片《我生命中最快樂的一天》，並在第69屆坎城影展一種注目單元中獲得最佳影片。2021年，他則以第2部長片《邂逅在六號車廂》進入第74屆坎城影展正式競賽單元，並獲得評審團大獎。

## 電影作品
- 2016年：《我生命中最快樂的一天（芬蘭語：Hymyilevä mies (elokuva)）》
- 2021年：《邂逅在六號車廂》

## 外部連結
- 尤侯·郭斯曼寧在互联网电影资料库（IMDb）上的資料（英文）